# Laureliopsis philippiana
Pour les articles homonymes, voir Tepa.
Genre
Espèce
Classification phylogénétique
Laureliopsis philippiana, la tepa, ou huahuán (wawán), est une espèce de plantes à fleurs de la famille des Atherospermataceae. C'est un arbre endémique d'Amérique du Sud (présence au Chili et sur une étroite bande adjacente du territoire argentin), entre 35°S et 45°S. Au Chili on le rencontre de la région du Maule à celle d'Aysén. Unique espèce du genre monotypique Laureliopsis, il pousse sur des sols humides et profonds. 
C'est un arbre à écorce blanche et à feuilles perennes allongées que peut atteindre 20 mètres de hauteur, pour une largeur du tronc d'environ d'un mètre. Les tepas jeunes ont un arôme doux et plaisant, alors que les plus âgés ont odeur plus forte. Il grandit depuis le niveau de la mer jusqu'à une altitude de 1000-1500 mètres, et tolère bien les basses températures. 

## Description
Son bois est de couleur gris pâle jaunâtre, avec des anneaux de croissance peu  visibles et une texture fine et homogène. Le bois de tepa fraîchement scié a une odeur très caractéristique qui le distingue du bois du laurier chilien (Laurelia sempervirens).

## Usages
Son bois est prisé dans la fabrication du contreplaqué car il est facile à scier. il est aussi est utilisée comme bois de chauffe, mais il doit être sec pour bien brûler. Il a été implanté en Espagne.

## Taxonomie
Laureliopsis philippiana a été décrit par Looser et R.schodde et publié dans Parodiana 2(2): 299. 1983.
Le nom générique Laureliopsis indique une ressemblance superficielle avec le genre Laurus (le laurier). Le nom spécifique Phillippiana a été attribué en l'honneur du naturalise germano-chilien Rodolfo Armando Philippi.
Synonymes

- Laurelia philippiana (basionyme)
- Laurelia serrata[3]

## Publication originale
- Schodde Parodiana 2(2): 298. (1983).